# Communauté de communes du Pays de Spincourt
La communauté de communes du Pays de Spincourt est une ancienne communauté de communes française, située dans le département de la Meuse et la région Grand Est.
La communauté, dont le siège social est à Spincourt, a été créée le 1er janvier 1994.
Elle est dissoute le 31 décembre 2016 pour former la communauté de communes de Damvillers Spincourt avec la communauté de communes de la Région de Damvillers.

## Histoire
Créée au 1er janvier 1994 sous l’impulsion de Marc Watrin, d'après un arrêté préfectoral du 15 décembre 1993, la communauté de communes du Pays de Spincourt est la première communauté de communes du département de la Meuse.
Ce territoire principalement rural, qui correspond au canton de Spincourt à l’exception de la commune de Bouligny, compte vingt-et-une communes et quatre communes associées au chef-lieu de canton, Spincourt. Cette dernière a considérablement évolué pour devenir un moteur de développement du territoire. En effet, entre 1999 et 2004, la population s’est accrue de plus de 13 %, passant ainsi de 4 589 habitants en 1999, à environ 5 200 habitants en 2004.

## Composition
La communauté de communes regroupe 21 communes, représentant habitants en 2011.
| Nom                      | Code Insee | Gentilé        | Superficie (km2) | Population (dernière pop. légale) | Densité (hab./km2) |
| ------------------------ | ---------- | -------------- | ---------------- | --------------------------------- | ------------------ |
| Spincourt (siège)        | 55500      | Spincourtois   | 27,28            | 837 (2014)                        | 31                 |
| Amel-sur-l'Étang         | 55008      |                | 14,74            | 175 (2014)                        | 12                 |
| Arrancy-sur-Crusnes      | 55013      |                | 20,16            | 491 (2014)                        | 24                 |
| Billy-sous-Mangiennes    | 55053      | Billesois      | 24,66            | 380 (2014)                        | 15                 |
| Dommary-Baroncourt       | 55158      |                | 12,49            | 778 (2014)                        | 62                 |
| Domremy-la-Canne         | 55162      |                | 3,09             | 34 (2014)                         | 11                 |
| Duzey                    | 55168      |                | 5,77             | 45 (2014)                         | 7,8                |
| Éton                     | 55182      |                | 11,11            | 206 (2014)                        | 19                 |
| Gouraincourt             | 55216      |                | 5,45             | 51 (2014)                         | 9,4                |
| Loison                   | 55299      |                | 14,18            | 117 (2014)                        | 8,3                |
| Mangiennes               | 55316      | Mangiennois    | 18,21            | 397 (2014)                        | 22                 |
| Muzeray                  | 55367      |                | 8,24             | 133 (2014)                        | 16                 |
| Nouillonpont             | 55387      |                | 10,12            | 236 (2014)                        | 23                 |
| Pillon                   | 55405      |                | 15,41            | 278 (2014)                        | 18                 |
| Rouvrois-sur-Othain      | 55445      |                | 12,22            | 202 (2014)                        | 17                 |
| Saint-Laurent-sur-Othain | 55461      |                | 16,79            | 503 (2014)                        | 30                 |
| Saint-Pierrevillers      | 55464      |                | 11,12            | 163 (2014)                        | 15                 |
| Senon                    | 55481      | Senonais       | 19,89            | 323 (2014)                        | 16                 |
| Sorbey                   | 55495      |                | 12,42            | 261 (2014)                        | 21                 |
| Vaudoncourt              | 55535      | Valdoncurtiens | 6,02             | 77 (2014)                         | 13                 |
| Villers-lès-Mangiennes   | 55563      |                | 8,23             | 77 (2014)                         | 9,4                |

## Fonctionnement
Au 1er septembre 2004, la Communauté de Communes du Pays de Spincourt employait 37 personnes (personnel administratif, agents des écoles, de la cantine, des garderies et des bus).
Le Conseil communautaire, organe décisionnel de la communauté de communes, est constitué de délégués communautaires qui représentent les communes (50 titulaires et 50 délégués suppléants). Ces délégués sont élus par chaque conseil municipal, au scrutin secret et à la majorité absolue.

### Présidence
| Période                                  | Période  | Identité           | Étiquette | Qualité |
| ---------------------------------------- | -------- | ------------------ | --------- | --- |
| Les données manquantes sont à compléter. |          |                    |           | |
| avant 2005                               | En cours | Jean-Marie Missler | DVD       | Conseiller général du canton de Spincourt (1989-2015) Maire de Saint-Pierrevillers (depuis 2001) Conseiller départemental du canton de Bouligny (depuis 2015) |